# Parafia Wniebowzięcia Najświętszej Maryi Panny w Mikaszewiczach
Parafia Wniebowzięcia Najświętszej Maryi Panny w Mikaszewiczach – rzymskokatolicka parafia znajdująca się w diecezji pińskiej, w dekanacie pińskim, na Białorusi.

## Historia
W latach międzywojennych parafia leżała w diecezji pińskiej, w dekanacie Łuniniec. Posiadała wówczas filię w Leninie (Sosnkowiczach). Drewniany kościół parafialny zbudowano w 1936.
Po II wojnie światowej władze sowieckie znacjonalizowały kościół, który w kolejnych latach służył celom świeckim. Po upadku komunizmu budynek został przekazany prawosławnym i obecnie służył jako cerkiew.
W niepodległej Białorusi Kościół katolicki urządził kaplicę w dawnym budynku mieszkalnym z początku XX w., który jest sukcesywnie remontowany.

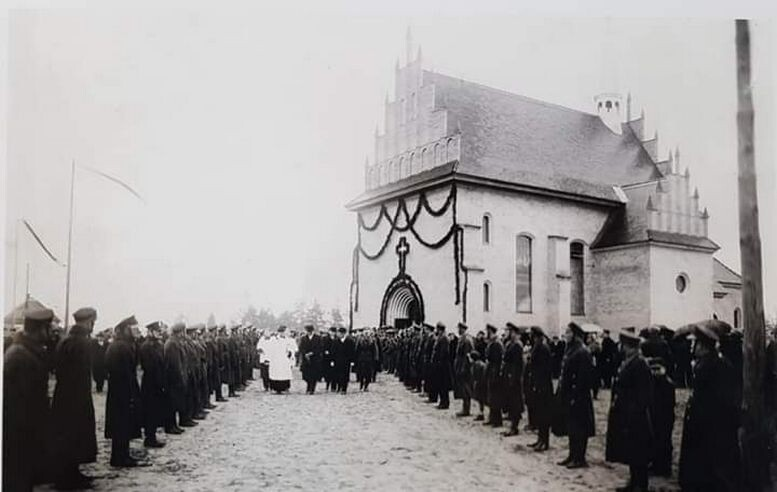
Kościół katolicki w Mikaszewiczach w okresie międzywojennym
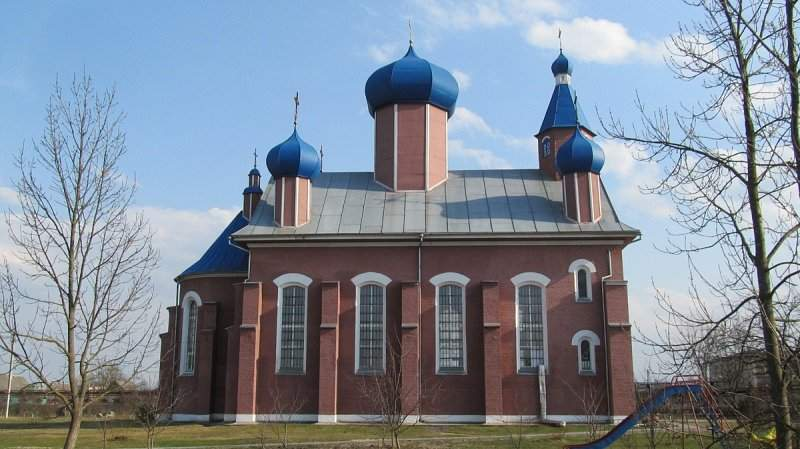
Przedwojenny kościół katolicki (obecnie cerkiew prawosławna) w Mikaszewiczach współcześnie